# Günter Schmidt (MfS-Mitarbeiter)
Günter Schmidt (* 13. Januar 1929 in Johanngeorgenstadt; † 14. April 2016) war ein Abteilungsleiter des Ministeriums für Staatssicherheit. Er war verantwortlich für den operativ-technischen Sektor.

## Leben
Nach dem Besuch der Volksschule in Johanngeorgenstadt nahm er 1943 eine Lehre zum Fernmeldetechniker auf, die er 1946 abschloss. Im gleichen Jahr wurde er kurz vor der Zwangsvereinigung von SPD und KPD Mitglied der KPD. Ab 1948 besuchte er die Ingenieurschule Zwickau, die er 1951 als Elektroingenieur abschloss.
Er übernahm die Leitung eines Fernmeldeamtes und ging später an das Ministerium für Post- und Fernmeldewesen nach Berlin. 1952 nahm er ein Fernstudium in der Fachrichtung Elektro- und Nachrichtentechnik an der Technischen Universität Dresden auf, das er jedoch bereits nach einem Jahr abbrach, um in das Ministerium für Staatssicherheit zu wechseln. Dort stieg er 1968 bis zum Leiter des Operativ-technischen Sektors (OTS) auf. Von 1967 bis 1970 war er Fernstudent an der Humboldt-Universität zu Berlin, wo er den Abschluss eines Diplom-Kriminalisten erwarb. 1979 wurde er zum Generalmajor ernannt. 1990 erfolgte seine Entlassung.
Schmidt war Mitglied des Vereins Gesellschaft zur Rechtlichen und Humanitären Unterstützung e.V. und lebte zuletzt in Berlin. Er starb im Alter von 87 Jahren.

## Auszeichnungen
- 1974 Vaterländischer Verdienstorden in Gold